# Татарпазарджишко македонско благотворително братство
Татарпазарджишкото македонско благотворително културно-просветно братство е организация на бежанците от областта Македония, установили се в Татарпазарджик.

## История
Първите сведения за македонско дружество в Пазарджик са от юли 1885 година - на 1 юли в София, по покана на софийското дружество „Македонски глас“, се събират на конгрес в София представители на 18 македонски дружества от България, сред които и на Татарпазарджишкото.
На Първия македонски конгрес, провел се в София на 19 – 28 март 1895 година, е основана Македонската организация, която бързо започва да образува клонове в цялата страна. Дружеството в Пазарджик участва активно в дейността на Организацията. На Втория конгрес от 3 до 16 декември 1895 година делегат е Филип Главеев, заместен от Антон Бузуков на Четвъртия конгрес от 15 до 21 юни 1897 година делегат е Никола Алексиев, на Шестия конгрес от 1 до 5 май 1899 година делегат е Илия Гологанов, на Седмия конгрес от 30 юли до 5 август 1900 година делегат е Александър Конев и на Осмия конгрес от 4 до 7 април 1901 година делегати са Александър Конев и Никола Герасимов.
След Първата световна война дружеството е възстановено като благотворително братство, част от Съюза на македонските емигрантски организации. На обединителния конгрес на СМЕО и МФРО от януари 1923 година делегати от братството са Владимир Карамфилов, Димитър Лазаров, Д. Томнилов, Иван Икономов, Михаил Д. Сматракалев, Настев и С. М. Котев.
В началото на февруари 1925 година братството си избира настоятелство в състав Владимир Карамфилов (председател), Георги Алексиев и Стоян Котов са подпредседатели, Порфири Шайнов (секретар), Тома Христов (касиер) и членове съветници са Димитър Божиков, Кръстю Пантулев, Тома Ничев и Димитър Хаджиатанасов. На 16 февруари 1926 година в ново настоятелство влизат Владимир Карамфилов (председател), Димитър Томайов и Димитър Божиков (подпредседатели), Порфирий Шайнов (секретар), Тома Христов (касиер), съветници са Димитър Ив. Сматракалев, Георги Тембуров, Кръстю Партулев, Гълъб Жилев и Георги Мечкардов. В контролната комисия влизат Никола Настев, Стоян Чипов и Димитър Тодоров, а в организационната комисия Андрей Кърджиев и Атанас Боргов.
На 24 януари 1937 година се провежда заседание на братството, председателствано от Владимир Карамфилов. Той е преизбран за негов председател, а Никола Икономов е подпредседател, Радослав Киклин е секретар, Георги Попов е касиер, а съветници са Димитър Главинов, Стоян Сивков и Никола Буюков. В контролната комисия влизат Атанас Антонов (председател), Пею Икономов (член) и Тома Ничев (член).